# Campeonato Mundial de Natação em Piscina Curta de 2022
O Campeonato Mundial de Natação em Piscina Curta de 2022 foi a 16ª edição da competição organizada pela Federação Internacional de Natação (FINA). Foi realizada em Melbourne, na Austrália, entre os dias 13 a 18 de dezembro. Contou com a participação de 731 competidores representando 153 territórios.
Pela primeira vez em um Campeonato Mundial de Natação de Piscina Curta da FINA, os 800 metros livres foram disputados para homens e os 1.500 metros livres para mulheres, com qualificação para a competição determinada com base nos tempos avaliados pelo sistema de pontos da FINA.

## Quadro de medalhas
| Ordem | País              | Medalha de ouro | Medalha de prata | Medalha de bronze | Total |
| ----- | ----------------- | --------------- | ---------------- | ----------------- | ----- |
| 1     | Estados Unidos    | 17              | 13               | 6                 | 36    |
| 2     | Austrália         | 13              | 8                | 5                 | 26    |
| 3     | Itália            | 5               | 6                | 5                 | 16    |
| 4     | Canadá            | 3               | 4                | 7                 | 14    |
| 5     | África do Sul     | 3               | 1                | 1                 | 5     |
| 6     | Japão             | 2               | 2                | 2                 | 6     |
| 7     | França            | 1               | 3                | 1                 | 5     |
| 8     | Países Baixos     | 1               | 1                | 6                 | 8     |
| 9     | Hong Kong         | 1               | 1                | 0                 | 2     |
| 10    | Lituânia          | 1               | 0                | 1                 | 2     |
| 11    | Brasil            | 1               | 0                | 0                 | 1     |
| 11    | Ilhas Caimã       | 1               | 0                | 0                 | 1     |
| 11    | Coreia do Sul     | 1               | 0                | 0                 | 1     |
| 14    | Nova Zelândia     | 0               | 2                | 0                 | 2     |
| 15    | Reino Unido       | 0               | 1                | 3                 | 4     |
| 16    | Noruega           | 0               | 1                | 1                 | 2     |
| 16    | Polónia           | 0               | 1                | 1                 | 2     |
| 16    | Suíça             | 0               | 1                | 1                 | 2     |
| 19    | Roménia           | 0               | 1                | 0                 | 1     |
| 20    | Suécia            | 0               | 0                | 3                 | 3     |
| 21    | Alemanha          | 0               | 0                | 2                 | 2     |
| 21    | China             | 0               | 0                | 2                 | 2     |
| 23    | Hungria           | 0               | 0                | 1                 | 1     |
| 23    | Trinidad e Tobago | 0               | 0                | 1                 | 1     |
| Total | Total             | 50              | 46               | 49                | 145   |

## Calendário
Um total de 48 eventos foram disputados:
| H | Eliminatórias | SF | Semifinal | F | Final |

| Data →          | Ter 13 | Ter 13 | Qua 14 | Qua 14 | Qui 15 | Qui 15 | Sex 16 | Sex 16 | Sáb 17 | Sáb 17 | Dom 18 | Dom 18 |
| Evento ↓        | M      | N      | M      | N      | M      | N      | M      | N      | M      | N      | M      | N      |
| --------------- | ------ | ------ | ------ | ------ | ------ | ------ | ------ | ------ | ------ | ------ | ------ | ------ |
| 50 m livre      |        |        |        |        |        |        | H      | SF     |        | F      |        |        |
| 100 m livre     |        |        | H      | SF     |        | F      |        |        |        |        |        |        |
| 200 m livre     |        |        |        |        |        |        |        |        |        |        | H      | F      |
| 400 m livre     |        |        |        |        | H      | F      |        |        |        |        |        |        |
| 800 m livre     |        |        |        |        |        |        |        |        | H      | F      |        |        |
| 1500 m livre    | H      | F      |        |        |        |        |        |        |        |        |        |        |
| 50 m costas     |        |        |        |        | H      | SF     |        | F      |        |        |        |        |
| 100 m costas    | H      | SF     |        | F      |        |        |        |        |        |        |        |        |
| 200 m costas    |        |        |        |        |        |        |        |        |        |        | H      | F      |
| 50 m peito      |        |        |        |        |        |        |        |        | H      | SF     |        | F      |
| 100 m peito     |        |        | H      | SF     |        | F      |        |        |        |        |        |        |
| 200 m peito     |        |        |        |        |        |        | H      | F      |        |        |        |        |
| 50 m borboleta  | H      | SF     |        | F      |        |        |        |        |        |        |        |        |
| 100 m borboleta |        |        |        |        |        |        |        |        | H      | SF     |        | F      |
| 200 m borboleta |        |        |        |        | H      | F      |        |        |        |        |        |        |
| 100 m medley    |        |        |        |        | H      | SF     |        | F      |        |        |        |        |
| 200 m medley    | H      | F      |        |        |        |        |        |        |        |        |        |        |
| 400 m medley    |        |        |        |        |        |        |        |        | H      | F      |        |        |
| 4×50 m livre    |        |        |        |        | H      | F      |        |        |        |        |        |        |
| 4×100 m livre   | H      | F      |        |        |        |        |        |        |        |        |        |        |
| 4×200 m livre   |        |        |        |        |        |        | H      | F      |        |        |        |        |
| 4×50 m medley   |        |        |        |        |        |        |        |        | H      | F      |        |        |
| 4×100 m medley  |        |        |        |        |        |        |        |        |        |        | H      | F      |

| Data →          | Ter 13 | Ter 13 | Qua 14 | Qua 14 | Qui 15 | Qui 15 | Sex 16 | Sex 16 | Sáb 17 | Sáb 17 | Dom 18 | Dom 18 |
| Evento ↓        | M      | N      | M      | N      | M      | N      | M      | N      | M      | N      | M      | N      |
| --------------- | ------ | ------ | ------ | ------ | ------ | ------ | ------ | ------ | ------ | ------ | ------ | ------ |
| 50 m livre      |        |        |        |        |        |        | H      | SF     |        | F      |        |        |
| 100 m livre     |        |        | H      | SF     |        | F      |        |        |        |        |        |        |
| 200 m livre     |        |        |        |        |        |        |        |        |        |        | H      | F      |
| 400 m livre     | H      | F      |        |        |        |        |        |        |        |        |        |        |
| 800 m livre     |        |        | H      | F      |        |        |        |        |        |        |        |        |
| 1500 m livre    |        |        |        |        |        |        | H      | F      |        |        |        |        |
| 50 m costas     |        |        |        |        | H      | SF     |        | F      |        |        |        |        |
| 100 m costas    | H      | SF     |        | F      |        |        |        |        |        |        |        |        |
| 200 m costas    |        |        |        |        |        |        |        |        |        |        | H      | F      |
| 50 m peito      |        |        |        |        |        |        |        |        | H      | SF     |        | F      |
| 100 m peito     |        |        | H      | SF     |        | F      |        |        |        |        |        |        |
| 200 m peito     |        |        |        |        |        |        | H      | F      |        |        |        |        |
| 50 m borboleta  | H      | SF     |        | F      |        |        |        |        |        |        |        |        |
| 100 m borboleta |        |        |        |        |        |        |        |        | H      | SF     |        | F      |
| 200 m borboleta |        |        |        |        | H      | F      |        |        |        |        |        |        |
| 100 m medley    |        |        |        |        | H      | SF     |        | F      |        |        |        |        |
| 200 m medley    | H      | F      |        |        |        |        |        |        |        |        |        |        |
| 400 m medley    |        |        |        |        |        |        |        |        | H      | F      |        |        |
| 4×50 m livre    |        |        |        |        | H      | F      |        |        |        |        |        |        |
| 4×100 m livre   | H      | F      |        |        |        |        |        |        |        |        |        |        |
| 44×200 m livre  |        |        | H      | F      |        |        |        |        |        |        |        |        |
| 4×50 m medley   |        |        |        |        |        |        |        |        | H      | F      |        |        |
| 4×100 m medley  |        |        |        |        |        |        |        |        |        |        | H      | F      |

| Data →        | Ter 13 | Ter 13 | Qua 14 | Qua 14 | Qui 15 | Qui 15 | Sex 16 | Sex 16 | Sáb 17 | Sáb 17 | Dom 18 | Dom 18 |
| Evento ↓      | M      | N      | M      | N      | M      | N      | M      | N      | M      | N      | M      | N      |
| ------------- | ------ | ------ | ------ | ------ | ------ | ------ | ------ | ------ | ------ | ------ | ------ | ------ |
| 4×50 m livre  |        |        |        |        |        |        | H      | F      |        |        |        |        |
| 4×50 m medley |        |        | H      | F      |        |        |        |        |        |        |        |        |

## Medalhistas

### Masculino
| Evento                   | Ouro | Ouro      | Prata | Prata        | Bronze | Bronze   |
| 50 m livre detalhes      | Jordan Crooks · Ilhas Caimã | 20.46     | Benjamin Proud · Reino Unido | 20.49        | Dylan Carter · Trinidad e Tobago | 20.72    |
| 100 m livre detalhes     | Kyle Chalmers · Austrália | 45.16     | Maxime Grousset · França | 45.41        | Alessandro Miressi · Itália | 45.57 =  |
| 200 m livre detalhes     | Hwang Sun-woo Coreia do Sul | 1:39.72 , | David Popovici · Roménia | 1:40.79      | Tom Dean · Reino Unido | 1:40.86  |
| 400 m livre detalhes     | Kieran Smith · Estados Unidos | 3:34.38   | Thomas Neill · Austrália | 3:35.05      | Danas Rapšys · Lituânia | 3:36.26  |
| 800 m livre detalhes     | Gregorio Paltrinieri · Itália | 7:29.99   | Henrik Christiansen · Noruega | 7:31.48      | Logan Fontaine · França | 7:33.12  |
| 1500 m livre detalhes    | Gregorio Paltrinieri · Itália | 14:16.88  | Damien Joly · França | 14:19.62     | Henrik Christiansen · Noruega | 14:24.08 |
| 50 m costas detalhes     | Ryan Murphy · Estados Unidos | 22.64     | Isaac Cooper · Austrália | 22.73        | Kacper Stokowski · Polónia | 22.74    |
| 100 m costas detalhes    | Ryan Murphy · Estados Unidos | 48.50     | Lorenzo Mora · Itália | 49.04        | Isaac Cooper · Austrália | 49.52    |
| 200 m costas detalhes    | Ryan Murphy · Estados Unidos | 1:47.41   | Shaine Casas · Estados Unidos | 1:48.01      | Lorenzo Mora · Itália | 1:48.45  |
| 50 m peito detalhes      | Nic Fink · Estados Unidos | 25.38 ,   | Nicolò Martinenghi · Itália | 25.42        | Simone Cerasuolo · Itália | 25.68    |
| 100 m peito detalhes     | Nic Fink · Estados Unidos | 55.88     | Nicolò Martinenghi · Itália | 56.07        | Adam Peaty · Reino Unido | 56.25    |
| 200 m peito detalhes     | Daiya Seto · Japão | 2:00.35   | Nic Fink · Estados Unidos | 2:01.60      | Qin Haiyang · China | 2:02.22  |
| 50 m borboleta detalhes  | Nicholas Santos · Brasil | 21.78     | Noe Ponti · Suíça | 21.96        | Szebasztian Szabo · Hungria | 21.98    |
| 100 m borboleta detalhes | Chad le Clos · África do Sul | 48.59     | Ilya Kharun · Canadá | 49.03 WJ,    | Marius Kusch · Alemanha | 49.12    |
| 200 m borboleta detalhes | Chad le Clos · África do Sul | 1:48.27   | Daiya Seto · Japão | 1:48.27      | Noe Ponti · Suíça | 1:48.27  |
| 100 m medley detalhes    | Thomas Ceccon · Itália | 50.97     | Javier Acevedo · Canadá | 51.05        | Finlay Knox · Canadá | 51.10    |
| 200 m medley detalhes    | Matthew Sates · África do Sul | 1:50.15   | Carson Foster · Estados Unidos | 1:50.96      | Finlay Knox · Canadá | 1:51.04  |
| 400 m medley detalhes    | Daiya Seto · Japão | 3:55.75   | Carson Foster · Estados Unidos | 3:57.63      | Matthew Sates · África do Sul | 3:59.21  |
| 4x50 m livre detalhes    | Austrália · Isaac Cooper (21.25) · Matthew Temple (20.75) · Flynn Southam (21.10) · Kyle Chalmers (20.34) · Grayson Bell[a] | 1:23.44   | Itália · Alessandro Miressi (21.22) · Leonardo Deplano (20.59) · Thomas Ceccon (20.67) · Manuel Frigo (21.00) · Paolo Conte Bonin[a]                                | 1:23.48      | Países Baixos · Kenzo Simons (21.24) · Nyls Korstanje (20.84) · Stan Pijnenburg (20.95) · Thom de Boer (20.72)                                                                                         | 1:23.75  |
| 4x100 m livre detalhes   | Itália · Alessandro Miressi (46.15) · Paolo Conte Bonin (45.93) · Leonardo Deplano (45.54) · Thomas Ceccon (45.13) · Manuel Frigo[a] | 3:02.75   | Austrália · Flynn Southam (47.04) · Matthew Temple (46.06) · Thomas Neill (46.55) · Kyle Chalmers (44.98) · Shaun Champion[a]                                       | 3:04.63      | Estados Unidos · Drew Kibler (46.84) · Shaine Casas (45.90) · Carson Foster (46.58) · Kieran Smith (45.77) · David Curtiss[a] · Trenton Julian[a]                                                      | 3:05.09  |
| 4x200 m livre detalhes   | Estados Unidos · Kieran Smith (1:41.04) · Carson Foster (1:40.48) · Trenton Julian (1:41.44) · Drew Kibler (1:41.16) · Jake Magahey[a] | 6:44.12   | Austrália · Thomas Neill (1:41.50) · Kyle Chalmers (1:40.35) · Flynn Southam (1:41.50) · Mack Horton (1:43.19) · Stuart Swinburn[a] · Brendon Smith[a]              | 6:46.54      | Itália · Matteo Ciampi (1:42.68) · Thomas Ceccon (1:42.61) · Alberto Razzetti (1:42.76) · Paolo Conte Bonin (1:41.58) · Manuel Frigo[a]                                                                | 6:49.63  |
| 4x50 m medley detalhes   | Itália · Lorenzo Mora (22.65) · Nicolò Martinenghi (24.95) · Matteo Rivolta (21.60) · Leonardo Deplano (20.52) · Simone Cerasuolo[a] · Thomas Ceccon[a] · Alessandro Miressi[a]                                                                                              | 1:29.72   | Estados Unidos · Ryan Murphy (22.61) · Nic Fink (25.24) · Shaine Casas (22.13) · Michael Andrew (20.39) · Hunter Armstrong[a] · Trenton Julian[a] · Kieran Smith[a] | 1:30.37      | Austrália · Isaac Cooper (22.66) · Grayson Bell (25.92) · Matthew Temple (21.75) · Kyle Chalmers (20.48) · Shaun Champion[a] · Flynn Zareb Southam[a]                                                  | 1:30.81  |
| 4x100 m medley detalhes  | Austrália · Isaac Cooper (49.46) · Joshua Yong (56.55) · Matthew Temple (48.34) · Kyle Chalmers (44.63) · Shaun Champion[a] Estados Unidos · Ryan Murphy (48.96) · Nic Fink (54.88) · Trenton Julian (49.19) · Kieran Smith (45.95) · Hunter Armstrong[a] · Carson Foster[a] | 3:18.98   | Não premiado | Não premiado | Itália · Lorenzo Mora (49.48) · Nicolò Martinenghi (55.52) · Matteo Rivolta (48.50) · Alessandro Miressi (45.56) · Thomas Ceccon[a] · Simone Cerasuolo[a] · Alberto Razzetti[a] · Paolo Conte Bonin[a] | 3:19.06  |

a  Nadadores que participaram das eliminatórias e só receberam medalhas.

### Feminino
| Evento                   | Ouro | Ouro     | Prata | Prata        | Bronze | Bronze   |
| 50 m livre detalhes      | Emma McKeon · Austrália | 23.04 ,  | Katarzyna Wasick · Polónia | 23.55        | Anna Hopkin · Reino Unido | 23.68    |
| 100 m livre detalhes     | Emma McKeon · Austrália | 50.77    | Siobhán Haughey · Hong Kong | 50.87        | Marrit Steenbergen · Países Baixos | 51.25    |
| 200 m livre detalhes     | Siobhán Haughey · Hong Kong | 1:51.65  | Rebecca Smith · Canadá | 1:52.24      | Marrit Steenbergen · Países Baixos | 1:52.28  |
| 400 m livre detalhes     | Lani Pallister · Austrália | 3:55.04  | Erika Fairweather · Nova Zelândia | 3:56.00      | Leah Smith · Estados Unidos | 3:59.78  |
| 800 m livre detalhes     | Lani Pallister · Austrália | 8:04.07  | Erika Fairweather · Nova Zelândia | 8:10.41      | Miyu Namba · Japão | 8:12.98  |
| 1500 m livre detalhes    | Lani Pallister · Austrália | 15:21.43 | Miyu Namba · Japão | 15:46.76     | Kensey McMahon · Estados Unidos | 15:49.15 |
| 50 m costas detalhes     | Margaret Macneil · Canadá | 25.25    | Claire Curzan · Estados Unidos | 25.54        | Mollie O'Callaghan · Austrália | 25.61    |
| 100 m costas detalhes    | Kaylee McKeown · Austrália | 55.49    | Mollie O'Callaghan · Austrália | 55.62        | Claire Curzan · Estados Unidos Ingrid Wilm · Canadá | 55.74    |
| 200 m costas detalhes    | Kaylee McKeown · Austrália | 1:59.26  | Claire Curzan · Estados Unidos | 2:00.53      | Kylie Masse · Canadá | 2:01.26  |
| 50 m peito detalhes      | Rūta Meilutytė · Lituânia | 28.50    | Lara van Niekerk · África do Sul | 29.09        | Lilly King · Estados Unidos | 29.11    |
| 100 m peito detalhes     | Lilly King · Estados Unidos | 1:02.67  | Tes Schouten · Países Baixos | 1:03.90      | Anna Elendt · Alemanha | 1:04.05  |
| 200 m peito detalhes     | Kate Douglass · Estados Unidos | 2:15.77  | Lilly King · Estados Unidos | 2:17.13      | Tes Schouten · Países Baixos | 2:18.19  |
| 50 m borboleta detalhes  | Torri Huske · Estados UnidosMargaret Macneil · Canadá | 24.64    | Não premiado | Não premiado | Zhang Yufei · China | 24.71 =  |
| 100 m borboleta detalhes | Maggie Mac Neil · Canadá | 54.05    | Torri Huske · Estados Unidos | 54.75        | Louise Hansson · Suécia | 54.87    |
| 200 m borboleta detalhes | Dakota Luther · Estados Unidos | 2:03.37  | Hali Flickinger · Estados Unidos | 2:03.78      | Elizabeth Dekkers · Austrália | 2:03.94  |
| 100 m medley detalhes    | Marrit Steenbergen · Países Baixos | 57.53    | Béryl Gastaldello · França | 57.63        | Louise Hansson · Suécia | 57.68    |
| 200 m medley detalhes    | Kate Douglass · Estados Unidos | 2:02.12  | Alexandra Walsh · Estados Unidos | 2:03.37      | Kaylee McKeown · Austrália | 2:03.57  |
| 400 m medley detalhes    | Hali Flickinger · Estados Unidos | 4:26.51  | Sara Franceschi · Itália | 4:28.58      | Waka Kobori · Japão | 4:29.03  |
| 4x50 m livre detalhes    | Estados Unidos · Torri Huske (24.08) · Claire Curzan (23.30) · Erika Brown (23.74) · Kate Douglass (22.77) · Erin Gemmell[b] · Natalie Hinds[b] · Alex Walsh[b] ·                 | 1:33.89  | Austrália · Meg Harris (23.98) · Madison Wilson (23.51) · Mollie O'Callaghan (24.01) · Emma McKeon (22.73) · Alexandria Perkins[b] · Brittany Castelluzzo[b]                   | 1:34.23      | Países Baixos · Kim Busch (24.20) · Maaike de Waard (23.47) · Kira Toussaint (24.01) · Valerie van Roon (23.68) · Tessa Vermeulen[b]                                               | 1:35.36  |
| 4x100 m livre detalhes   | Austrália · Mollie O'Callaghan (52.19) · Madison Wilson (51.28) · Meg Harris (52.00) · Emma McKeon (49.96) · Leah Neale[b]                                                        | 3:25.43  | Estados Unidos · Torri Huske (51.73) · Kate Douglass (51.17) · Claire Curzan (51.59) · Erika Brown (51.80) · Erin Gemmell[b] · Natalie Hinds[b]                                | 3:26.29      | Canadá · Rebecca Smith (52.68) · Taylor Ruck (51.49) · Maggie Mac Neil (51.11) · Katerine Savard (52.78) · Mary-Sophie Harvey[b]                                                   | 3:28.06  |
| 4x200 m livre detalhes   | Austrália · Madison Wilson (1:53.13) · Mollie O'Callaghan (1:52.83) · Leah Neale (1:52.67) · Lani Pallister (1:52.24) · Meg Harris[b] · Brittany Castelluzzo[b] · Laura Taylor[b] | 7:30.87  | Canadá · Rebecca Smith (1:52.15) · Katerine Savard (1:54.78) · Mary-Sophie Harvey (1:54.81) · Taylor Ruck (1:52.73) · Sydney Pickrem[b] · Kelsey Wog[b]                        | 7:34.47      | Estados Unidos · Alex Walsh (1:53.90) · Hali Flickinger (1:53.48) · Erin Gemmell (1:52.23) · Leah Smith (1:55.09) · Erika Brown[b] · Jillian Cox[b]                                | 7:34.70  |
| 4x50 m medley detalhes   | Austrália · Mollie O'Callaghan (25.49) · Chelsea Hodges (29.11) · Emma McKeon (24.43) · Madison Wilson (23.32) · Kaylee McKeown[b] · Jenna Strauch[b]                             | 1:42.35  | Estados Unidos · Claire Curzan (25.75) · Lilly King (29.00) · Torri Huske (24.94) · Kate Douglass (22.72) · Alex Walsh[b] · Annie Lazor[b] · Erika Brown[b] · Natalie Hinds[b] | 1:42.41      | Suécia · Louise Hansson (25.86) · Klara Thormalm (29.34) · Sara Junevik (24.06) · Michelle Coleman (23.17) · Hanna Rosvall[b] · Sofia Åstedt[b]                                    | 1:42.43  |
| 4x100 m medley detalhes  | Estados Unidos · Claire Curzan (56.47) · Lilly King (1:02.88) · Torri Huske (54.53) · Kate Douglass (50.47) · Alex Walsh[b] · Erika Brown[b]                                      | 3:44.35  | Austrália · Kaylee McKeown (55.74) · Jenna Strauch (1:04.49) · Emma McKeon (53.93) · Meg Harris (50.76) · Mollie O'Callaghan[b] · Chelsea Hodges[b] · Alexandria Perkins[b]    | 3:44.92      | Canadá · Ingrid Wilm (55.36) · Sydney Pickrem (1:04.42) · Maggie Mac Neil (54.59) · Taylor Ruck (51.85) · Kylie Masse[b] · Rachel Nicol[b] · Katerine Savard[b] · Rebecca Smith[b] | 3:46.22  |

b  Nadadoras que participaram das eliminatórias e só receberam medalhas.

### Misto
| Evento                 | Ouro | Ouro    | Prata | Prata   | Bronze | Bronze  |
| 4x50 m livre detalhes  | França · Maxime Grousset (20.92) · Florent Manaudou (20.26) · Béryl Gastaldello (23.00) · Mélanie Henique (23.15) · Mary-Ambre Moluh[c]                     | 1:27.33 | Austrália · Kyle Chalmers (20.97) · Matthew Temple (20.71) · Meg Harris (23.73) · Emma McKeon (22.62) · Flynn Southam[c] · Madison Wilson[c] | 1:28.03 | Países Baixos · Kenzo Simons (21.14) · Thom de Boer (20.61) · Maaike de Waard (23.35) · Marrit Steenbergen (23.43) · Stan Pijnenburg[c] · Nyls Korstanje[c] | 1:28.53 |
| 4x50 m medley detalhes | Estados Unidos · Ryan Murphy (22.37) · Nic Fink (24.96) · Kate Douglass (24.09) · Torri Huske (23.73) · Shaine Casas[c] · Michael Andrew[c] · Alex Walsh[c] | 1:35.15 | Itália · Lorenzo Mora (22.59) · Nicolò Martinenghi (24.83) · Silvia Di Pietro (24.52) · Costanza Cocconcelli (24.07) · Simone Cerasuolo[c]   | 1:36.01 | Canadá · Kylie Masse (25.71) · Javier Acevedo (25.95) · Ilya Kharun (22.12) · Maggie Mac Neil (23.15) · Ingrid Wilm[c] · Rebecca Smith[c]                   | 1:36.93 |

c  Nadadores que participaram das eliminatórias e só receberam medalhas.
Legenda
| Recorde mundial       | Recorde mundial (World record)               |                       | Recorde africano                      | Recorde africano (African) |                                           | Q | Classificado por posição (Qualified) |
| Recorde do campeonato | Recorde do campeonato (Championship record)  | Recorde da América    | Recorde da América (Americas)         | q                          | Classificado por melhor tempo (Qualified) |   |                                      |
| Melhor marca do ano   | Melhor marca do ano (World leading)          | Recorde asiático      | Recorde asiático (Asian)              | DNS                        | Não largou (Did not start)                |   |                                      |
| Recorde nacional      | Recorde nacional (National record)           | Recorde europeu       | Recorde europeu (European)            | DNF                        | Não terminou (Did not finish)             |   |                                      |
| Recorde pessoal       | Recorde pessoal do atleta (Personal best)    | Recorde da Oceania    | Recorde da Oceania (Oceania)          | DSQ / DQ                   | Desclassificado (Disqualified)            |   |                                      |
| Recorde da temporada  | Recorde da temporada do atleta (Season best) | Recorde sul-americano | Recorde sul-americano (South America) | NM                         | Sem marca (No mark)                       |   |                                      |